# تورنتهورن
تورنتهورن (به لاتین: Torrenthorn) یک کوه در سوئیس است که در کانتون وله واقع شده‌است. تورنتهورن ۲٬۹۹۸ متر بالاتر از سطح دریا واقع شده‌است.